# Оксид сурьмы(III)
Оксид сурьмы(III) — бинарное неорганическое соединение металла сурьмы и кислорода с формулой Sb2O3, белые кристаллы, плохо растворимые в воде.

## Получение
- В природе встречаются минералы валентинит и сенармонтит — оксиды сурьмы  Sb2O3.

- Сгорание сурьмы на воздухе:

{\displaystyle {\mathsf {4Sb+3O_{2}\ {\xrightarrow {650^{o}C}}\ 2Sb_{2}O_{3}}}}
- Действие на сурьму перегретым па́ром:

{\displaystyle {\mathsf {2Sb+3H_{2}O\ {\xrightarrow {600^{o}C}}\ Sb_{2}O_{3}+3H_{2}}}}
- Разложение горячей водой солей трёхвалентной сурьмы:

{\displaystyle {\mathsf {2SbCl_{3}+3H_{2}O\ {\xrightarrow {100^{o}C}}\ Sb_{2}O_{3}\downarrow +6HCl}}}
- Разложение щелочами солей трёхвалентной сурьмы:

{\displaystyle {\mathsf {2SbCl_{3}+6NaOH\ {\xrightarrow {}}\ Sb_{2}O_{3}\downarrow +6NaCl+3H_{2}O}}}
- Окисление сульфида сурьмы:

{\displaystyle {\mathsf {2Sb_{2}S_{3}+9O_{2}\ {\xrightarrow {340^{o}C}}\ 2Sb_{2}O_{3}+6SO_{2}}}}

## Физические свойства
Оксид сурьмы(III) образует белые кристаллы, которые имеют две кристаллические модификации:
- α-Sb2O3, валентинит, ромбическая сингония, пространственная группа P ccn, параметры ячейки a = 0,4914 нм, b = 1,2468 нм, c = 0,5421 нм, Z = 4, при температуре 572°С переходит в β-модификацию.
- β-Sb2O3, сенармонтит, кубическая сингония, пространственная группа F d3m, параметры ячейки a = 1,1152 нм, Z = 8.

В газовой фазе состоит из димеров Sb4O6.

## Химические свойства
- Реагирует с кислотами:

{\displaystyle {\mathsf {Sb_{2}O_{3}+8HCl\ {\xrightarrow {}}\ 2H[SbCl_{4}]+3H_{2}O}}}
{\displaystyle {\mathsf {Sb_{2}O_{3}+6HCl\ {\xrightarrow {70-80^{o}C}}\ 2SbCl_{3}+3H_{2}O}}}
- Реагирует с щелочами:

{\displaystyle {\mathsf {Sb_{2}O_{3}+2NaOH+3H_{2}O\ {\xrightarrow {}}\ 2Na[Sb(OH)_{4}]}}}
{\displaystyle {\mathsf {Na[Sb(OH)_{4}]+2NaOH\ \rightleftarrows Na_{3}[Sb(OH)_{6}]}}}
- Окисляется горячей концентрированной азотной кислотой:

{\displaystyle {\mathsf {Sb_{2}O_{3}+4HNO_{3}\ {\xrightarrow {100^{o}C}}\ Sb_{2}O_{5}+4NO_{2}\uparrow +2H_{2}O}}}
- Окисляется кислородом при нагревании:

{\displaystyle {\mathsf {2Sb_{2}O_{3}+O_{2}\ {\xrightarrow {410-450^{o}C}}\ 2Sb^{III}Sb^{V}O_{4}}}}
- Восстанавливается атомарным водородом:

{\displaystyle {\mathsf {Sb_{2}O_{3}+12H_{Zn,H_{2}SO_{4}}^{o}\ {\xrightarrow {}}\ 2SbH_{3}\uparrow +3H_{2}O}}}
- Молекулярный водород восстанавливает до металла:

{\displaystyle {\mathsf {Sb_{2}O_{3}+3H_{2}\ {\xrightarrow {500-600^{o}C}}\ 2Sb+3H_{2}O}}}
• Уголь и угарный газ при температуре восстанавливают до сурьмы:
{\displaystyle {\ce {Sb2O3 + 3C ->[t^oC] 2Sb + 3CO ^}}}
{\displaystyle {\ce {Sb2O3 + CO ->[t^oC] 2Sb + 2CO2 ^}}}

## Применение
- Для получения сурьмы высокой чистоты.
- Компонент оптических стёкол и эмалей.
- Пигмент.
- Протрава и антипирен.
- Катализатор в процессе получения полиэтилентерефталата поликонденсацией терефталевой кислоты и этиленгликоля